# Oliver Röller

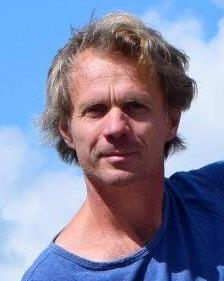
Oliver Röller (2015)

Oliver Röller (* 20. November 1967 in Landau in der Pfalz) ist ein deutscher Biologe, Naturkundler, Umweltpädagoge und Naturbuchautor.

## Beruflicher Werdegang
Röller studierte von 1989 bis 1995 Biologie und Chemie für das Lehramt Gymnasium an der Universität Oldenburg. Seine Examensarbeit verfasste er über Grünlandtypen unterschiedlicher Nutzungsformen im Biosphärenreservat Pfälzerwald-Vosges du Nord. Er schloss seine Doktorarbeit über den anthropogenen Einfluss auf die Moosvegetation am Haardtrand im Pfälzerwaldgebirge im Jahr 2002 an der Universität Koblenz-Landau ab. Von 2001 bis 2015 war er Geschäftsführer des Naturkunde- und Naturschutzverbands Pollichia. Im Oktober 2015 gründete er das Unternehmen "Natur Südwest". Röller berichtete über Erstfunde bzw. Wiederfunde seltener Tier- und Pflanzenarten in Rheinland-Pfalz und Deutschland, 2014 über den Wiederfund des Grünen Koboldmooses in Rheinland-Pfalz und 2017 über den Fund der Atlantischen Bergschrecke durch eine Anwohnerin in Limburgerhof (Südwestdeutschland). Er engagiert sich auch aktiv am Erhalt bedrohter Tierarten, wie z. B. der Mauereidechse oder in der Landschaftspflege mit Burenziegen.

## Publikationen

### Als Herausgeber
- Mit Rolf Übel: Der Westwall in der Südpfalz, Ludwigshafen : Pro Message, 2012, ISBN 978-3-934845-34-3
- Das Bienwald-Informationszentrum Viehstrich in Steinfeld/Pfalz: ein Ausstellungskatalog…, Neustadt an der Weinstr.: Pollichia, 2010, ISBN 978-3-925754-58-6

### Als Autor
- Untersuchungen zur Bedeutung des anthropogenen Einflusses auf die Moosflora des Haardtrandes und angrenzender Gebiete, Marburg: Tectum-Verl., 2002
- Mit Roland Siegrist: Die Welt der Fledermäuse: eine kleine Einführung, Mainz: Stiftung Natur und Umwelt Rheinland-Pfalz, 2010, ISBN 978-3-939719-00-7
- Mit Heiko Himmler und Dagmar Lange: Der Ebenberg bei Landau: ein nationales Naturerbe, Neustadt an der Weinstraße: Pollichia, 2009, ISBN 978-3-925754-57-9
- Mit Florian Schlesinger: Blühende Wildnis Spiekeroog, Spiekeroog: Lietz-Schule, 2005, ISBN 978-3-925754-49-4
- Mit Jürgen Müller: Naturschätze aus der Pfalz: Das Buch zur Sonntag-aktuell-Serie, Neustadt, Weinstraße: Pollichia, 2004, ISBN 978-3-925754-47-0
- Mit Bonn, A. et al.: Grünbuch Citizen Science Strategie 2020 für Deutschland, 2016
- Mit Rosl Rößner, Hans-Wolfgang Helb, Annalena Schotthöfer: Vögel in Rheinland-Pfalz – beobachten und erkennen, Neustadt, Weinstraße, 2013, ISBN 978-3-925754-60-9
- Mit Annalena Schotthöfer, Norbert Scheydt, Ernst Blum: Tagfalter in Rheinland-Pfalz – beobachten und erkennen, Neustadt, Weinstraße 2014, ISBN 978-3-925754-61-6
- Citizen Science – Neue Möglichkeiten für Naturforschung und Naturschutz in Deutschland, Neustadt, Weinstraße 2015, ISBN 978-3-925754-62-3
- Mit Heiko Himmler: Faszinierende Orchideen der Pfalz, Völkersweiler, 2017, ISBN 978-3-00-058152-6

## Ehrenämter
- 1. Vorsitzender des Fördervereins Naturschutz und Landwirtschaft e. V. (FNL)[8]